# Cuadrantes de Belfast

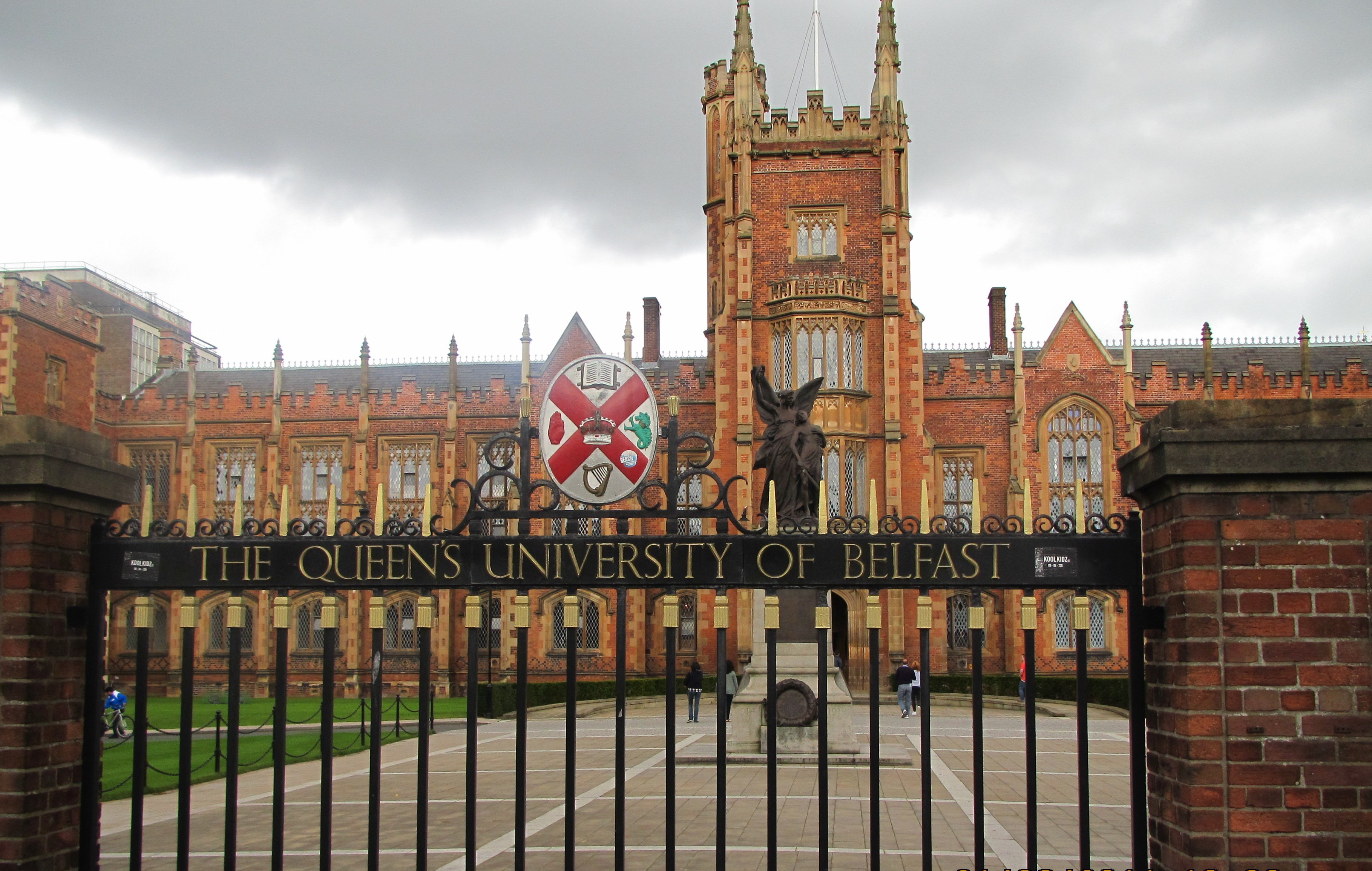
Universidad Belfast

Los cuadrantes de Belfast (Quarters en inglés son distritos culturales dentro de la capital norirlandesa que fueron creados para potenciar el turismo y la regeneración urbana. Dicha subdivisión difiere de los distritos tradicionales en los que está dividido la ciudad.
El término "quarter" no se refiere a "una cuarta parte" de la ciudad, tampoco el centro de Belfast forma parte de ninguno de estos. En su lugar, cada cuadrante refleja la historia de sus respectivos barrios.
La ciudad se subdivide en siete cuadrantes:
- Cathedral Quarter
- Gaeltacht Quarter
- Linen Quarter
- Market Quarter
- Queen's Quarter
- Smithfield and Union Quarter
- Titanic Quarter